# Sonate pour violon et piano no 8 de Beethoven
Pour les articles homonymes, voir Sonate pour violon et piano.

La Sonate pour violon no 8 en sol majeur, opus 30 no 3, de Ludwig van Beethoven, est une sonate pour violon et piano composée entre 1801 et 1802. Publiée en mai 1803, elle fut dédiée avec les no 6 et no 7 à l'empereur Alexandre Ier de Russie.
Sa composition suivit de peu celle de la Sonate « Clair de lune » et fut contemporaine de celle de la Deuxième Symphonie et du Troisième Concerto pour piano.
Elle comporte trois mouvements :
1. Allegro assai (en sol majeur, à 
, 102 mesures)
2. Tempo di Minuetto, ma molto moderato e grazioso (en mi bémol majeur, à 
, 197 mesures)
3. Allegro vivace (en sol majeur, à 
, 221 mesures)

Durée de l'interprétation : environ 20 minutes
Fritz Kreisler et Sergueï Rachmaninov ont signé ensemble un enregistrement célèbre de cette sonate.